# Сухолужье
Сухолужье (укр. Сухолужжя) — село, относится к Белгород-Днестровскому району Одесской области Украины.
Население по переписи 2001 года составляло 1127 человек. Почтовый индекс — 67790. Телефонный код — 4849. Занимает площадь 1,4 км².

## История
В 1945 г. Указом ПВС УССР село Сухие Чайры переименовано в Сухолужье.

## Местный совет
67752, Одесская обл., Белгород-Днестровский р-н, с. Выпасное, ул. Кишинёвская, 167